# Agente 077 dall'oriente con furore
Agente 077 dall'Oriente con furore  (Brasil: Fúria no Oriente ) é um filme ítalo/franco/espanhol, de 1965, dos gêneros Aventura e Espionagem, dirigido por Sergio Grieco, roteirizado por Sandro Continenza, Arpad DeRiso, Leonardo Martin e Nino Scolaro, música de Piero Piccioni.

## Sinopse
O agente secreto 077 é enviado para resgatar um cientista seqüestrado por uma gangue criminal internacional.

## Elenco
- Ken Clark .......  Dick Malloy / Agente 077
- Margaret Lee ....... Evelyn Stone
- Fabienne Dali ....... Simone Degas
- Evi Marandi ....... Romy Kurtz
- Philippe Hersent ....... Heston - CIA Chief
- Mikaela ....... Dolores Lopez (como Michaela)
- Fernando Sancho ....... convidado do restaurante
- Loris Bazzocchi ....... Sarkis (como Loris Barton)
- Ennio Balbo ....... Professor Franz Kurtz
- Claudio Ruffini  ....... Werner (como Claude Ruffin)
- Franco Ressel ....... Goldwyn (como Frank Ressel)
- Tomás Blanco
- Pasquale Basile  (como Pat Basil)
- Lorenzo Robledo ....... Mike (como Norman Preston)
- Gianni Medici ....... Capitão Libelikum (como John Hamilton)